# Faustin Twagiramungu
Faustin Twagiramungu (ur. 14 sierpnia 1945 w prowincji Cyangugu, zm. 2 grudnia 2023 w Brukseli) – rwandyjski polityk należący do plemienia Hutu, premier Rwandy od 17 lipca 1994 do 31 sierpnia 1995.

## Życiorys
W latach 60. studiował na uniwersytecie w Quebecu. Był przeciwnikiem dyktatora Juvénala Habyarimany, który obalił jego ojczyma Grégoire Kayibandę. Od 1992 szefował partii Republikański Ruch Demokratyczny, z ramienia której negocjował z Rwandyjskim Frontem Patriotycznym. Już w 1993 był rozważany jako kandydat na premiera, jednak dokonywane wówczas ludobójstwo uniemożliwiło mu przejęcie władzy. Dopiero w lipcu 1994 po wyzwoleniu Kigali przez Rwandyjski Front Patriotyczny objął stanowisko szefa rządu jedności narodowej pomimo należenia do grupy etnicznej, dopuszczającej się ludobójstwa. Zrezygnował z niego z końcem sierpnia 1995. Po zakończeniu kadencji emigrował do Belgii z obawy przed własnym bezpieczeństwem. Pozostawał krytykiem rządów Tutsi, oskarżając ich o bycie współwinnymi ludobójstwa.
W 2003 roku wystartował jako niezależny kandydat w wyborach prezydenckich, zapowiadając m.in. pełne zatrudnienie i podatki progresywne. Zajął 2. miejsce spośród 3. kandydatów, zdobywając 3,62% głosów i przegrywając z Paulem Kagame, który otrzymał aż 96,6% poparcia. Po przegranych wyborach nie zaakceptował ich rezultatu, stając się jednym z najbardziej zaprzysięgłych krytyków Kagame i oskarżając go o tendencje jednopartyjne i autorytarne. Po 2003 powrócił do Belgii. W 2010 został założycielem Fundacji Rwandian Dream Initiative (RDI). W roku 2013 zapowiedział powrót do kraju.